# Pavetta stemonogyne
Pavetta stemonogyne är en måreväxtart som beskrevs av Gottfried Wilhelm Johannes Mildbraed och Cornelis Eliza Bertus Bremekamp. Pavetta stemonogyne ingår i släktet Pavetta och familjen måreväxter. Inga underarter finns listade i Catalogue of Life.